# Вохилаид
Вохилаид (ест. Vohilaid) малено је естонско острво и једно од неколико стотина острва у Западноестонском архипелагу у акваторији Балтичког мора. Административно припада округу Хијума, односно његовој општини Пихалепа.
Налази се на свега 300 метара источно од острва Хијуме од кога га одваја плитки мореуз дубине до свега 40 цм. Максимална надморска висина острва је до 10 метара.
Острво се у писаним изворима први пут помиње 1585. године и то као шведска насеобина. Насељено је било све до Другог светског рата, а данас се на острву углавном налазе пашњаци за стоку.